# Belén (Uruguay)
Belén es una localidad uruguaya del departamento de Salto, sede del municipio homónimo.

## Ubicación
La localidad se encuentra ubicada en la zona noroeste del departamento de Salto, sobre las costas del río Uruguay, en la desembocadura del arroyo Yacuy. Se accede a ella por carretera secundaria desde los km 556 y 564 de la ruta 3, de la cual dista 10 km.

## Historia
En enero de 1800 y con el objetivo de contener a los charrúas y ofrecer tierras a personas que no dispusieran de bienes, el Virrey Avilés encomendó al capitán de blandengues Jorge Pacheco la fundación del pueblo de Belén. El mismo debía ubicarse en la desembocadura del río Arapey y ser encomendado a la Santísima Virgen María. Finalmente el 14 de marzo de 1801 llegaron los primeros habitantes y se fundó así el pueblo.
Pocos meses después de su fundación y a pesar de estar militarmente protegido, el pueblo fue atacado e incendiado por indígenas. Ataques que se sucedían frecuentemente en la zona por aquellos años.
Más tarde en 1811, durante la guerra de independencia, José Artigas estableció allí su cuartel general con el objetivo de detener a los portugueses durante las invasiones. En 1840 el cuartel fue incendiado por militares argentinos, al mando del general Juan Pablo López, como venganza por la derrota en la batalla de Cagancha durante la Guerra Grande.
Fue vuelto a restablecer por ley 705 del 7 de mayo de 1862 y a refundarse en 1873.
En 1979 la construcción de la represa hidroeléctrica de Salto Grande obligó a reubicar la localidad, ya que su embalse inundó el antiguo emplazamiento.

## Población
Según el censo del año 2011 el pueblo contaba con una población de 1.926 habitantes.
| 1994          | 2622 | 2121 | 1882 | 2023 | 2030 | 2269 |
| (Fuente: INE) |      |      |      |      |      |      |

## Economía
Su economía se basa fundamentalmente en la agricultura, aunque la ganadería también está desarrollada en la zona.

## Servicios
La localidad dispone de un hospital, 2 escuelas públicas,(n.º 6, Mtra. María Catalina Hernández Gómez y n.º 74, Yacuy) y una capilla (Nuestra Señora de Belén) dependiente de la Parroquia Santa Rosa de Lima (Bella Unión).

## Personalidades
- Jacinta Balbela de Delgue (1919-2007), miembro de la Suprema Corte de Justicia.